# NGC 7740
NGC 7740 este o galaxie situată în constelația Pegas. A fost descoperită în 27 octombrie 1886 de către Guillaume Bigourdan⁠(d). Se află la o distanță de 105,69 megaparseci de Pământ.